# Hundon
Hundon – wieś w Anglii, w hrabstwie Suffolk, w dystrykcie West Suffolk. Leży 42 km na zachód od miasta Ipswich i 81 km na północny wschód od Londynu.